# Of
Pour les articles homonymes, voir OF.
Of est une vallée, une ville et un district de l'est de la province de Trabzon en Turquie, à 52 km de Trabzon.

## Origines de son nom
Il y a deux légendes autour de son nom. Selon la première, il proviendrait du mot Ophis, « serpent » en grec, car jusqu'au traité de Lausanne (1923) la vallée, au fond de laquelle serpentait la rivière homonyme, avait un peuplement grec pontique. La seconde suggère une étymologie laze : Opt'e signifiant « villages » dans cette langue caucasienne jadis parlée dans la région du Pont.

## Démographie
| 1990    | 1997    | 2000    | 2007    | 2009    |
| ------- | ------- | ------- | ------- | ------- |
| 149 480 | 224 290 | 254 780 | 175 290 | 144 170 |